# Re (torrente della val Gandino)
Il Re è un torrente della val Gandino, laterale della val Seriana, in provincia di Bergamo.

## Percorso

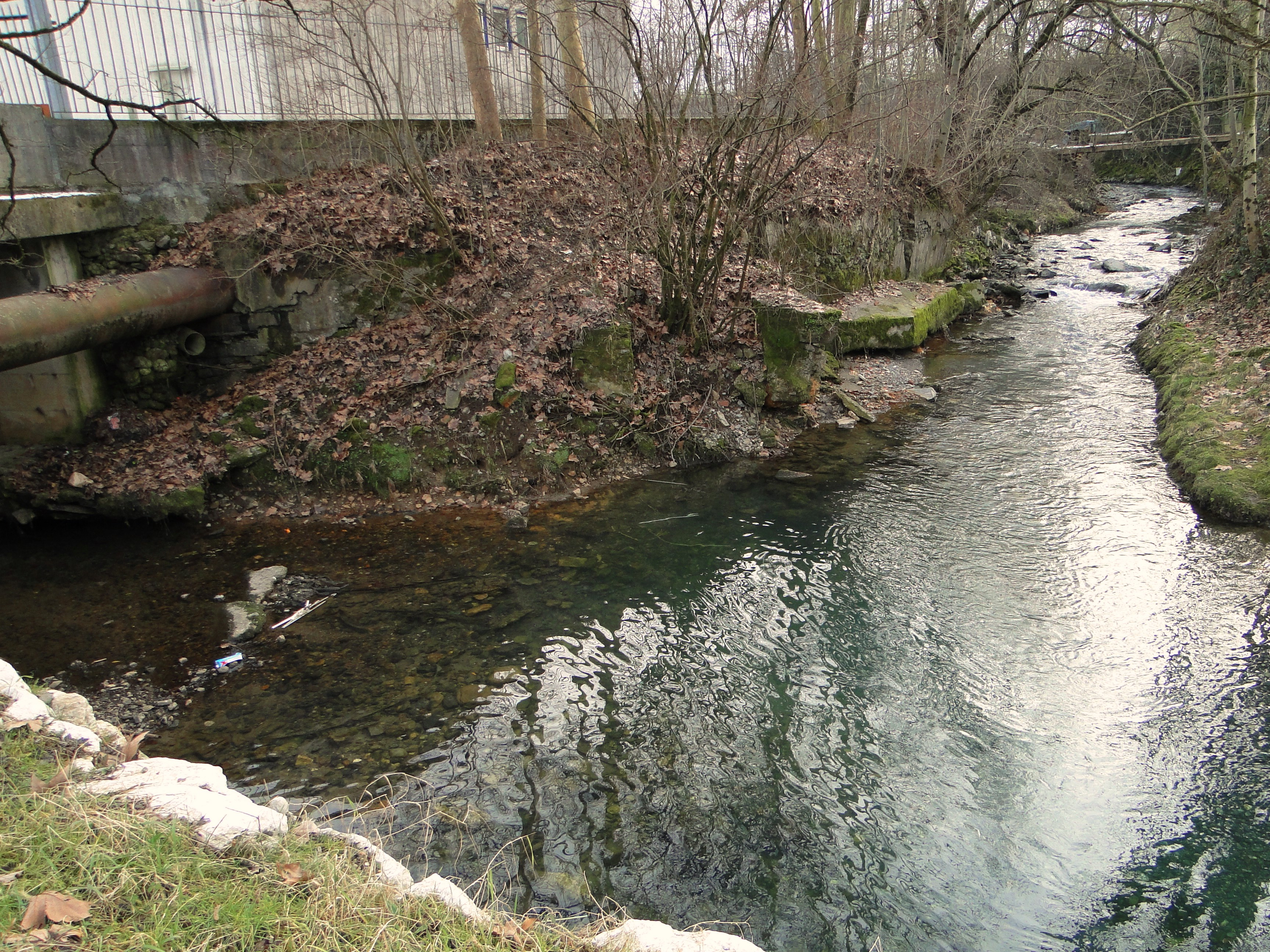
La confluenza tra il Re e la Romna

Il corso d'acqua prende vita nella piccola valle Chignolo, posta sulle pendici del monte Farno, ad un'altezza di circa 900 m.s.l.m., a monte di Cirano, frazione di Gandino. Dopo aver lambito a Nord il nucleo abitativo della frazione, discende scavando l'avvallamento che separa il capoluogo dall'altra frazione di Barzizza e passando a fianco del locale centro sportivo.
Prosegue quindi la sua corsa raggiungendo il comune di Cazzano Sant'Andrea, inglobando il torrente della valle Caldara e, nei pressi della locale scuola materna, anche il Togna. Dopo aver superato il centro abitato cazzanese cambia radicalmente le proprie connotazioni: l'alveo, che nel primo tratto si era mantenuto poco profondo, difatti diventa molto scavato, creando una stretta gola, con forre e pozze d'acqua scavate nella roccia, nella quale affiorano carbonati lacustri e lignite. 
Infine nell'ultimo tratto il torrente ritorna ad avere una sezione più allargata ed un fondale molto basso, scorrendo a fianco del centro consortile, dove vi confluisce il corso d'acqua della valle Morino, ed entrando in territorio amministrativo di Casnigo, gettandosi quindi nella Romna nei pressi della località villa Giuseppina.

## Storia
Il corso del torrente, anticamente chiamato Recoldana, ricopre un importante ruolo nella storia della val Gandino. In esso sono infatti visibili affioramenti di lignite e di carbonati lacustri, unitamente ai quali sono stati trovati anche reperti fossili di grande importanza, retaggio del periodo del Pleistocene, quando nella zona era presente un lago, chiamato appunto lago di Leffe.
Questi giacimenti di lignite permisero la creazione di siti estrattivi lungo il suo corso durante i secoli XIX e XX.
Tuttavia, nella seconda parte XX secolo fu utilizzato come scarico dei pozzi neri, e solo con il nuovo millennio fu interessato da parziali interventi di bonifica.